# 제주 도시철도
제주 도시철도(濟州都市鐵道)는 제주특별자치도 제주시의 도시철도 구상이다.

## 역사
2010년 6월, 우근민 제주도지사 당선자 인수위원회는 민선 5기 도정에서 노면전차를 교통문제의 중요한 정책으로 다루기 위하여 노면전차 도입의 타당성 기초조사를 시작할 것을 권유하였다. 그해 11월, 도는 《신교통수단 도입 사전 타당성 조사 연구 용역》에 착수하였으나, 2012년 4월 열린 중간보고회에서 대진대학교 산학협력단은 대안으로 제시한 모든 노선을 검토한 결과 경제성이 없는 것으로 분석되었다고 밝혔다. 2012년 6월, 도는 노면전차 도입계획을 무리하게 추진하지 않기로 했다고 밝혔다.
2016년 3월, '제주시 원도심 도시재생 행정협의회' 첫 회의에서 제주국제공항과 연결하는 트램(노면전차)·모노레일 등의 신교통수단 도입을 추진하기로 하였다. 2016년 6월, 원희룡 도지사는 신교통수단에 대하여 "트램을 하게 되면 기존 차선을 잡아먹게 되는 단점이 있고, 자기부상열차라든지 모노레일을 하게 되면 고가를 세워야 해 경관 문제라든지 도시의 입체적인 환경문제가 대두하게 된다"며 "현재 전 세계적으로 새로운 기술들이 계속 나오고 있으므로 처음부터 특정수단을 정해놓고 가기보다 중기적인 과제로 놓고 검토해야 한다"고 밝혔다. 7월, 원 지사는 기자회견에서 후반기 역점 사업인 제주형 대중교통체계 개선에 따른 《제주교통 혁신계획》을 발표하였다. 계획의 주요 혁신과제에 도시형 신교통수단 도입 검토가 담겼다.
2019년 3월, 도는 2019년부터 2023년까지 5년간 추진할 '제3차 제주특별자치도 관광진흥계획'을 수립하였다. 이 계획에서 도는 전기동력으로 운행하는 제주형 관광 트램을 제안하였다. 제주를 일주하는 시속 60km 미만의 저속형 트램과 제주공항-제2공항-서귀포시를 운행하는 시속 100㎞ 미만의 고속형 트램 등 2개 노선이 제안되었다.